# 天主教卢卡总教区
天主教卢卡总教区是罗马天主教在意大利中部托斯卡纳大区设立的一个总教区，直属聖座。1726年由教区升格。下设362个本堂区，其中354个在卢卡省，还有8个在皮斯托亚省。
現任總主教為保祿·朱列蒂，榮休總主教為本凡諾多·伊塔洛·卡斯泰拉尼。